# Andrzej Głowacki (muzyk)
Andrzej Głowacki – reżyser, aktor, autor piosenek.
Przez lata związany z ruchem recytatorskim. Od 1990 roku zajmuje się poezją śpiewaną i prowadzeniem warsztatów dla wokalistów. Był nauczycielem takich wokalistów jak Doda, Łukasz Zagrobelny, Marzena Korzonek, Hania Stach, Alicja Janosz, Kasia Zielińska.
Wyreżyserował kilkadziesiąt koncertów telewizyjnych.
Jest autorem piosenek śpiewanych przez wielu czołowych piosenkarzy.
Tłumaczy również piosenki z języka jidysz.